# اکوانگرا سول چیز
اکوانگرا سول چیز (به ایتالیایی: Acquanegra sul Chiese) یک شهرداری در ایتالیا است که در استان منتووا واقع شده‌است.

## خصوصیات
اکوانگرا سول چیز ۲۸٫۳ کیلومترمربع مساحت و ۲٬۹۹۶ نفر جمعیت دارد و ۳۱ متر بالاتر از سطح دریا واقع شده‌است.